# Raintime
I Raintime sono un gruppo melodic death/Progressive metal italiano fondato nel 1999 a Pordenone.

## Storia dei Raintime
La band è stata inizialmente ispirata dai Dream Theater e dalla musica progressive metal in genere. Il gruppo registrò, agli esordi, una demo intitolata Jump in the Past.
In seguito alla pubblicazione di Jump in the Past il batterista Matteo Barzan (uno dei fondatori della band) lasciò il gruppo, e venne sostituito da Enrico Fabris. Inoltre, Claudio Coassin, che precedentemente suonava la tastiera, divenne il cantante del gruppo, lasciando ad Andrea Corona il ruolo di tastierista. La band ha mutato il suo suono avvicinandosi a band power metal e melodic death metal come In Flames, Children of Bodom e Soilwork. Sul nuovo stile la band registrò con l'Arise Records il suo primo album Tales from Sadness nel 2005. L'album ebbe un incoraggiante successo.
Il secondo disco della band, Flies & Lies (Lifeforce Records), pubblicato nel 2007 e prodotto da Tommy Hansen, offrì ai Raintime la possibilità di suonare live al ProgPower USA con band del calibro di After Forever, Virgin Steele e Sonata Arctica.
Il 27 maggio 2012 annunciano la cessazione delle loro attività musicali a causa di una eccessiva instabilità di formazione, che è cambiata ad ogni pubblicazione di nuovo CD, cosa ritenuta destabilizzante.

## Discografia

### Demo
- 2000 - Jump in the Past

### Album in studio
- 2005 - Tales from Sadness
- 2007 - Flies & Lies
- 2010 - Psychromatic

## Formazione

### Formazione attuale
- Claudio Coassin - voce
- Daniele "Acido" Bressa - chitarra solista
- Ivan Odorico - chitarra ritmica
- Dario Battiston - basso
- Andrea Corona - tastiere
- Enrico Fabris - batteria

### Ex componenti
- Matteo Barzan - batteria
- Francesco Rossi - chitarra
- Giovanni Buora - chitarra
- Carlo Nadalin - chitarra
- Luca Michael Martina - chitarra
- Matteo Di Bon - chitarra
- Michele Colussi,the best - basso